# Ann Sheridan
Ann Sheridan, egentligen Clara Lou Sheridan, född 21 februari 1915 i Denton i Texas, död 21 januari 1967 i Los Angeles, var en amerikansk skådespelare.

## Biografi
Sheridan vann en skönhetstävling 1933, där priset var en mindre filmroll för filmbolaget Paramount. Inom två års tid hade hon haft småroller i ett tjugotal filmer. Hon gick 1936 över till Warners, där hon lanserades som "The Oomph Girl" (ungefär "Flicka med sex appeal").
Ann Sheridans stora genombrott kom 1942 i Ringar på vattnet. Sheridan var duktig på såväl komedi som melodramer och visade sig också ha en bra sångröst i några musikaler. År 1949 uppmärksammades hon för sin roll i Howard Hawks komedi Jag var en manlig krigsbrud. I början av 1950-talet minskade dock hennes popularitet och hon uppträdde sedan med teatersällskap och på TV.
Sheridan, som var gift tre gånger, avled i cancer. Vid sin död gjorde hon en av huvudrollerna i TV-serien Pistols 'n' Petticoats.
För sina insatser inom filmen har Sheridan en stjärna på Hollywood Walk of Fame på 7024 Hollywood Boulevard.

## Filmografi i urval
- 1934 – Bolero
- 1937 – Den svarta ligan
- 1937 – Myteriet i statsfängelset
- 1938 – Panik i gangstervärlden
- 1939 – Landet bortom lagen
- 1939 – De gjorde mig till brottsling
- 1939 – Skål, professorn!
- 1940 – En brottslings hedersord
- 1940 – Pensionatet som blev nattklubb
- 1940 – Mannen med järnnävarna
- 1940 – De färdas om natten
- 1942 – Han som kom till middag
- 1942 – Ringar på vattnet
- 1942 – Vägarnas folk gör revolt
- 1943 – Tacka din lyckliga stjärna
- 1947 – Kvinnan utanför
- 1947 – Otrogen
- 1948 – Panik i paradiset
- 1948 – Silverfloden
- 1949 – Jag var en manlig krigsbrud
- 1950 – Vittnet som försvann
- 1956 – Min man är en främling
- 1956 – Oss kvinnor emellan